# Anton Tkáč
Anton Tkáč   (Lozorno, 30 de març de 1951 - Bratislava, 22 de desembre de 2022) va ser un ciclista txecoslovac, d'origen eslovac que es va especialitzar en el ciclisme en pista. Aconseguí una medalla d'or als Jocs Olímpics de 1976 en Velocitat. Va guanyar tres medalles al Campionat Mundial de Ciclisme a Pista entre els anys 1970 i 1978.

## Palmarès
- 1974
  -  Campió del món velocitat
- 1976
  -  Medalla d'or als Jocs Olímpics de Mont-real en velocitat individual
- 1978
  -  Campió del món velocitat